# Les sandàlies del pescador
Les sandàlies del pescador (títol original en anglès: The Shoes of the Fisherman) és una pel·lícula estatunidenca de Michael Anderson, treta d'una novel·la de Morris West i estrenada el 1968. Ha estat doblada al català.

## Argument
Anys 1960. L'arquebisbe ucraïnès Kiril Lakota és finalment alliberat després d'haver estat pres polític a Sibèria durant dos decennis. Va a Roma per ser nomenat cardenal pel papa que mor poc després. Escollit papa en un conclave, ha de fer de cara a les tensions polítiques que venen alhora de la Xina comunista i dels països occidentals.

## Al voltant de la pel·lícula
Aquesta pel·lícula va ser dirigida deu anys abans de l'elecció en conclave del papa Joan Pau II, i més d'un observador ha vinculat el guió de la pel·lícula i la vida del famós bisbe polonès que també era eslau, havia resistit al comunisme i era totalment desconegut en el moment de la seva elecció.
Altres han fet un acostament amb la situació similar de l'Església grecocatòlica ucraïnesa, que ha sortit literalment de les catacumbes de resultes de la caiguda de la Unió soviètica, amb l'ajuda del sobirà pontífex.
El títol de la pel·lícula fa referència a les sandàlies pontificals, sabates litúrgiques tradicionalment portades pels papes.

## Repartiment
- Anthony Quinn: Kiril Lakota
- Laurence Olivier: Piotr Ilitx Kameniev
- Oskar Werner: Germà David Telemond
- David Janssen: George Faber
- Vittorio De Sica: el cardenal Rinaldi
- Leo McKern: el cardenal Leone
- John Gielgud: el vell papa
- Barbara Jefford: el dr. Ruth Faber
- Rosemary Dexter: Chiara
- Frank Finlay: Igor Bounin
- Paul Rogers: l'augustí
- Isa Miranda: la Marquesa
- Niall MacGinnis: un frare caputxí
- Marne Maitland: el cardinal Rahamani
- Burt Kwouk: Peng
- Arnoldo Foà: Gelasio
- Folco Lulli: L'obrer
- Clive Revill: Vucovich
- Jean Rougeul: Dominic

## Premis i nominacions

### Premis
- 1969: Globus d'Or a la millor banda sonora original per Alex North
- 1969: Premi a la millor pel·lícula en anglès al National Board of Review
- 1969: Premi al millor actor secundari National Board of Review per Leo McKern

### Nominacions
- 1969: Oscar a la millor direcció artística per George W. Davis i Edward C. Carfagno
- 1969: Oscar a la millor música per Alex North
- 1969: Globus d'Or a la millor pel·lícula dramàtica